# ボージュプル

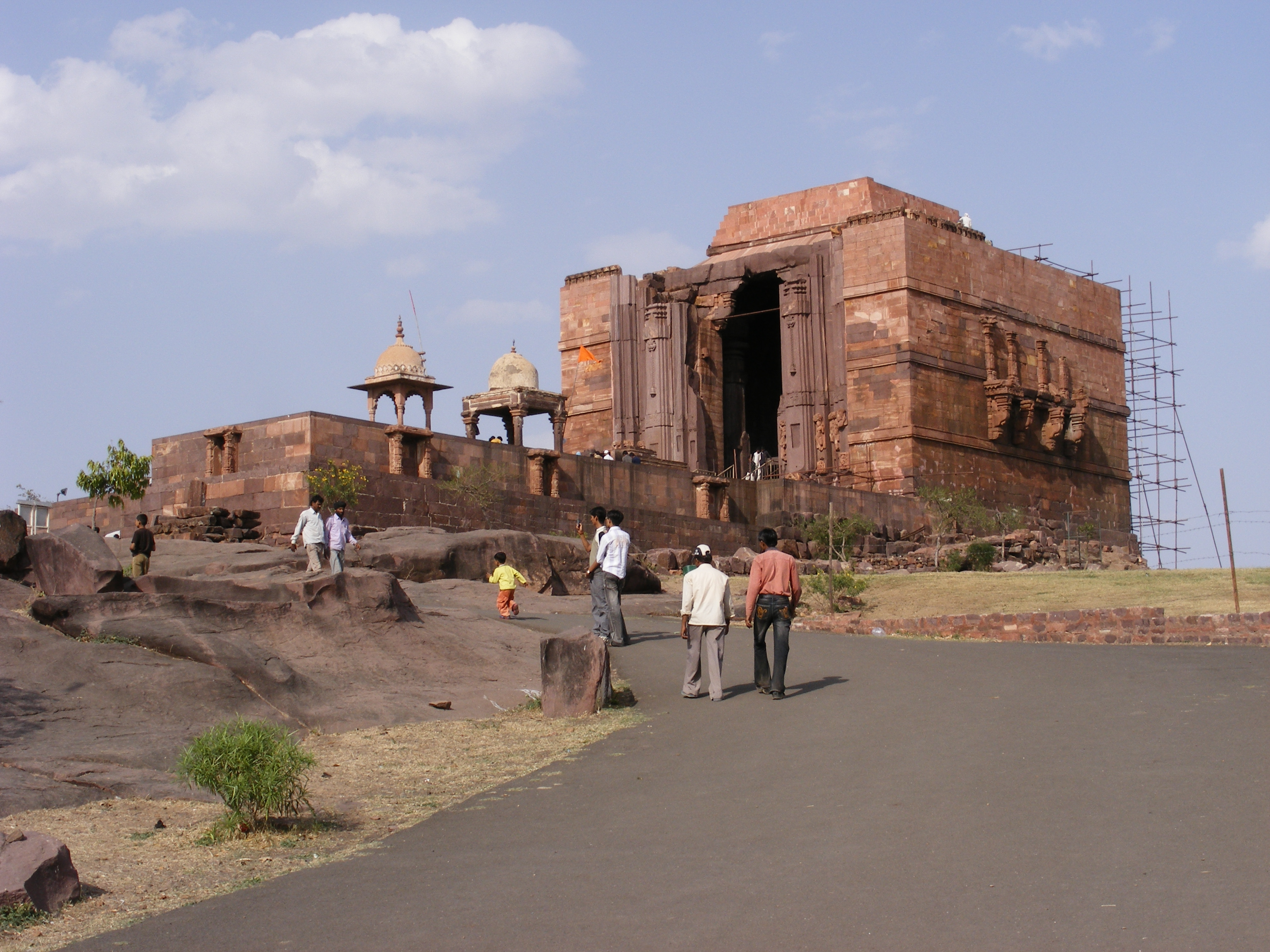
ボージュプルの寺院

ボージュプル（ヒンディー語：भोजपुर、英語：Bhojpur）は、インドのマディヤ・プラデーシュ州、ラーイセーン県の都市。街にはベトワー川が流れている。

## 歴史

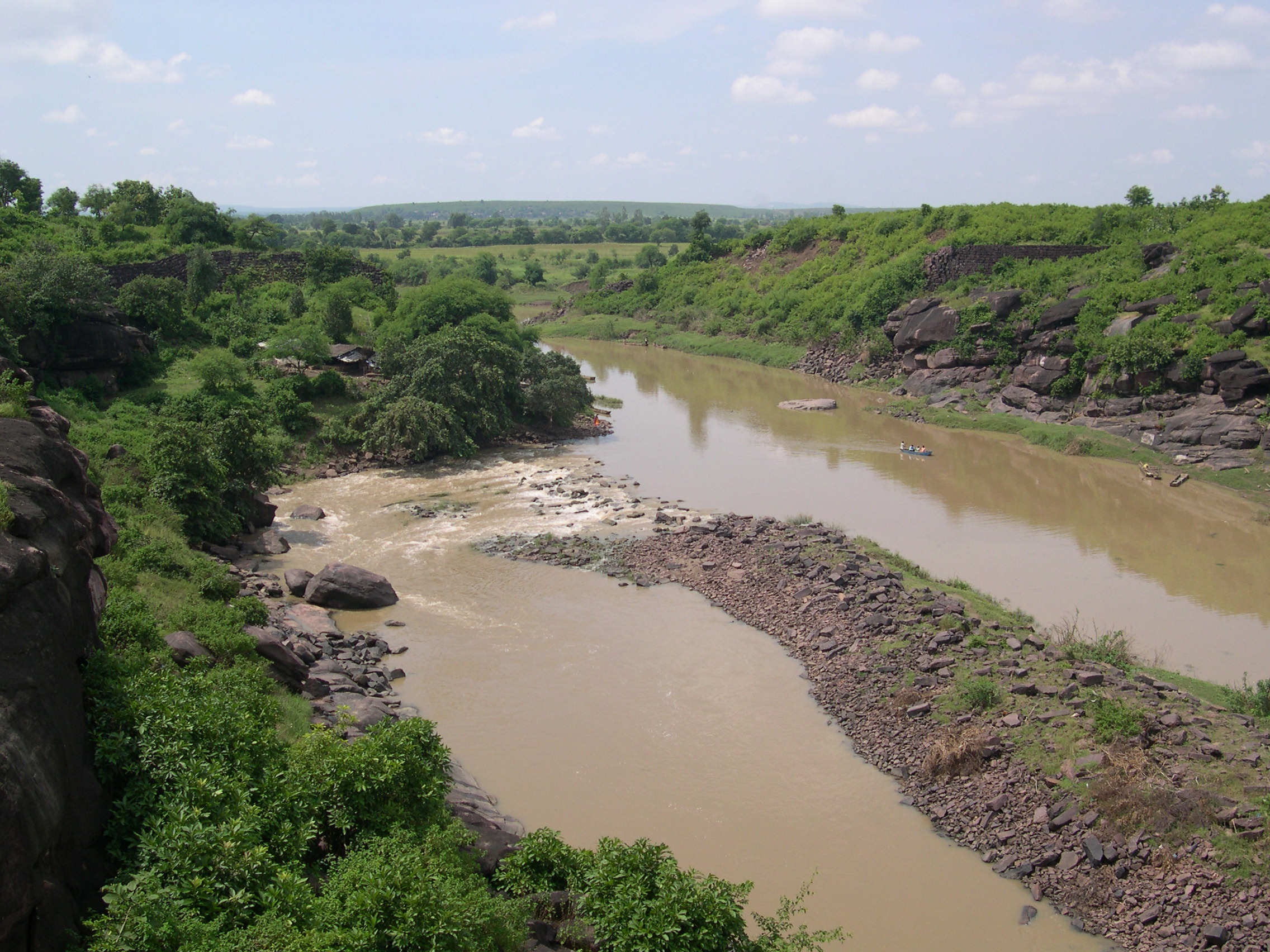
ボージュプルを流れるベトワー川

11世紀、マールワー地方を統治したパラマーラ朝の君主ボージャによって建設された。
15世紀、マールワー・スルターン朝を統治したフーシャング・シャーにより、ベトワー川にダムが建設された。このダムの建設にはボーパールとヴィディシャーの商人らが加わった。